# Rue Égide-Charles Bouvier
 (août 2025).
- Si vous ne connaissez pas le sujet, laissez ce bandeau (vous pouvez alors contacter les auteurs).
- Si vous supprimez le contenu mis en cause (vous pouvez préalablement contacter les auteurs),

argumentez précisément cette suppression dans la page de discussion
(un manque de référence n'est pas un argument ; une recherche réelle de référence doit avoir été effectuée, être formellement documentée).
 (août 2025).
Si vous disposez d'ouvrages ou d'articles de référence ou si vous connaissez des sites web de qualité traitant du thème abordé ici, merci de compléter l'article en donnant les références utiles à sa vérifiabilité et en les liant à la section « Notes et références ».
La rue Égide-Charles Bouvier est une impasse bruxelloise de la commune d'Auderghem située dans le quartier du Transvaal et aboutit rue Henri Deraedt sur une longueur de 60 mètres. La numérotation des habitations va de 1 à 8.

## Historique et description
Cette voie vit le jour en 1958 dans une propriété ayant appartenu jadis à la famille Madoux.
Ce nouveau quartier autour de ce qu'on appelait jadis le Home Prince Albert (Home Fabiola) fut inauguré en 1958. Le collège donna les noms de trois anciens échevins (un par parti politique) aux nouvelles artères et de fleurs aux sentiers adjacents. Le sanatorium Prince Charles, qui ouvrit ses portes peu après la fin de la Première Guerre mondiale, a servi jusqu'en 1956 à prodiguer des soins à des milliers d'enfants menacés par la tuberculose. Des parties du domaine en furent loties pour y tracer ces trois rues.

### Origine du nom
Le parti libéral fit le choix d'honorer Égide-Charles Bouvier, bien que ce dernier ait décliné sèchement cet honneur en 1938[réf. nécessaire].

## Inventaire régional des biens remarquables
- Premier permis de bâtir délivré le 23 septembre 1959 pour le no 7.